# Kåltidsel
Kåltidsel (Cirsium oleraceum), ofte skrevet kål-tidsel, er en 50-150 centimeter høj plante i kurvblomst-familien. Den har hvidgule blomster i kurve, der er omgivet af gulgrønne løvbladlignende højblade, hvilket har givet navn til slægten bladhovedtidsel. De unge, skøre blade har nogle steder været anvendt som grøntsag.

## Beskrivelse
Kåltidsel er en lysegrøn, næsten glat, flerårig urt med ingen eller få svage torne. Grundbladene er høvlformede og tandede, mens de øvre blade er hjerteformede med stængelomfattende grund. De cirka 2,5 centimeter brede kurve med bleggule blomster sidder enligt eller få sammen i en tæt stand, helt omgivet af gulgrønne højblade. Frugten har fjerformet fnok.
Arten kan danne store tætte bestande på grund af kraftig formering ved hjælp af sine grenede jordstængler.

## Udbredelse
Arten er udbredt i Europa og Nordasien.
I Danmark er kåltidsel almindelig på skovenge, våde enge, i væld, grøfter og langs vandløb. Den er dog sjælden i det sydøstlige Danmark og i Nord- og Vestjylland. Den blomstrer i juli til september.